# Dret a un nivell de vida adequat

Animació del moviment de rotació de la Terra

El dret a un nivell de vida adequat o dret a una vida digna és el dret humà a un nivell de vida i a la protecció social reconegut pel dret internacional que estableix una quantitat mínima d'aliment, roba i refugi que asseguri la salut i el benestar de les persones d'acord amb el dret a l'alimentació, el dret a l'habitatge i el dret a la roba.
El dret a un nivell de vida adequat està reconegut per l'article 25 de la Declaració Universal dels Drets Humans i per l'article 11 del Pacte Internacional de Drets Econòmics, Socials i Culturals. Sovint s'ha relacionat el dret a un nivell de vida adequat amb el Discurs de les quatre llibertats del president estatunidenc Franklin Roosevelt. El fet de satisfer el dret a un nivell de vida adequat depèn d'un cert nombre d'altres drets econòmics, socials i culturals, inclosos el dret a la propietat, el dret al treball, el dret a l'educació i el dret a la seguretat social. Hi ha hagut un nombre destacat de propostes de polítiques públiques per a garantir a les persones un nivell de vida adequat mitjançant el concepte d'oferir un a renda bàsica garantida a la ciutadania, una quantitat no condicionada de «diners gratis» a fi de poder satisfer les necessitats bàsiques d'alimentació, abric i cura.